# Mar"jan Mysyk
Mar"jan Olehovyč Mysyk (in ucraino Мар'ян Олегович Мисик?; Radechiv, 2 ottobre 1996) è un calciatore ucraino, centrocampista dell'Inhulec'.

## Caratteristiche tecniche
È un trequartista.

## Carriera

### Club
Cresciuto nelle giovanili del Metalurh Donec'k, ha esordito in prima squadra il 29 maggio 2015 in occasione del match di campionato pareggiato 1-1 contro il Volyn'.

### Nazionale
Ha giocato nelle nazionali giovanili ucraine Under-19 ed Under-21.